# Shikanjvi
 (février 2022).
Si vous disposez d'ouvrages ou d'articles de référence ou si vous connaissez des sites web de qualité traitant du thème abordé ici, merci de compléter l'article en donnant les références utiles à sa vérifiabilité et en les liant à la section « Notes et références ».
Le shikanjvi est une boisson à base de citron originaire de l'Inde du Nord. Les noms alternatifs incluent shikanji, shikanjbi et shikanjbeen. Le shikanjvi se distingue de la limonade et contient souvent d'autres ingrédients tels que du sel, du safran et du cumin.

## Préparation
Un exemple de recette pour préparer un verre de shikanjvi :
- Ingrédients : deux citrons (pressés pour obtenir du jus de citron), un petit morceau de gingembre, une ou deux cuillères à café de sucre (brut si possible), une demi-cuillère à café de sel et une demi-cuillère à café de poivre.
- Procédé : Versez de l'eau froide dans un verre. Ajoutez le jus de citron, le gingembre, le sucre, le sel et le poivre. Secouez-le vigoureusement. Il s'agit d'une recette traditionnelle ; cependant, vous pouvez expérimenter en utilisant des feuilles de menthe, de l'eau de rose, etc.

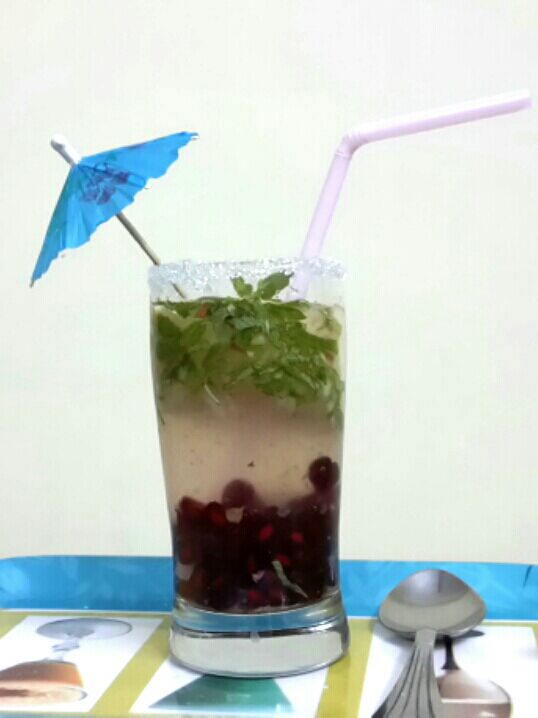
Shikanji servi avec de la grenade, de la pomme râpée et de la menthe
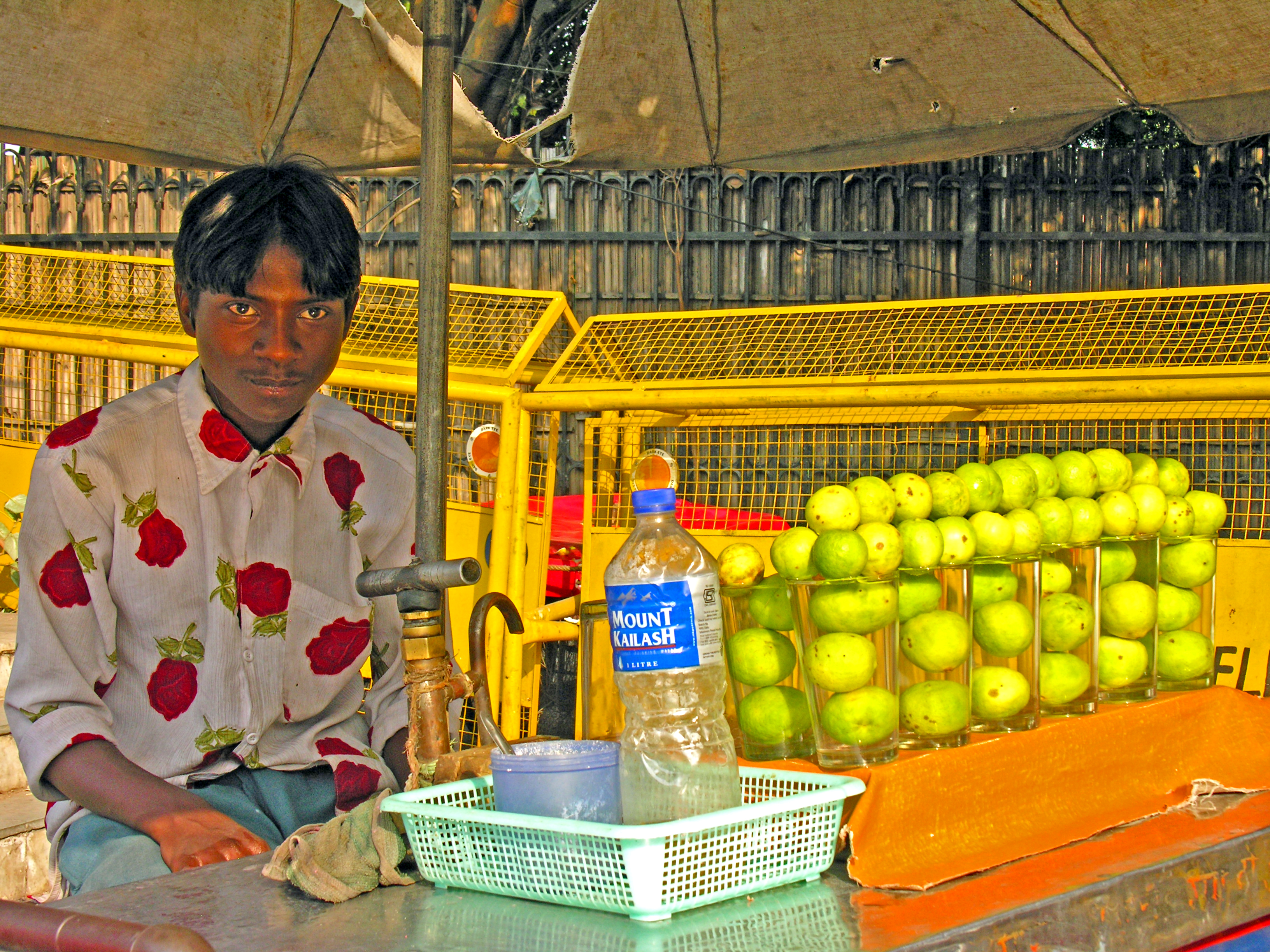
Vendeur des rues à Fort Rouge (Delhi)